# 堀経夫
堀 経夫（ほり つねお、1896年4月20日 - 1981年9月18日）は、日本の経済学者。専門は、経済思想史、社会思想史。日本学士院会員。関西学院大学学長、四国学院大学学長を歴任した。
1896年4月20日、函館市生まれ。1920年、京都帝国大学卒業。河上肇に師事。1925年東北大学教授、1932年大阪商科大学 (現在の大阪市立大学) 教授を経て、1948年関西学院大学教授に就任。1955年に、関西学院大学学長（第5代学長）に就任し、同学長を1966年に退任。同年、四国学院大学学長に就任。理論経済学会，経済学史学会，大洋州経済学会など多くの学会の創設以来の会員，幹事，顧問をつとめる。 1966年学士院会員。
1929年11月　京都帝国大学より経済学博士の学位を取得。論文の名前は「リカアドウの価値論及び其の批判史」。
物理学者の堀健夫は弟、堀淳一は甥。

## 著書
- 堀経夫（著）: リカアドウの価値論及び其の批判史 (岩波書店、1929年)
- 堀経夫（著）: 理論経済学の成立―リカアドウの価値論と分配論 (アテネ新書) (弘文堂 1958年)